# Chiclín
Chiclín es una localidad peruana del distrito de Chicama, provincia de Ascope en el departamento de La Libertad. Se encuentra a unos 35 km al norte de la ciudad de Trujillo.

## Descripción
Se encuentra a unos 3 kilómetros de distancia de Chicama. Está ubicado en el Valle Chicama.